# 少年少女世界動物冒険全集
少年少女世界動物冒険全集（しょうねんしょうじょせかいどうぶつぼうけんぜんしゅう）は、1957年から1958年にかけて講談社より刊行された動物をテーマとした文学作品の叢書。
四六判、カバー付きハードカバー。全20巻。

## 一覧
1. 『ゴビ砂漠の名犬』（ロイ・アンドリュース、塩谷太郎訳） 1957
2. 『ヒマラヤの伝書ばと』（D・ムカージ、白木茂訳） 1957
3. 『ジャングルの怒り』（アッティリオ・ガッティ(Attilio Gatti)、佐白利久訳） 1957
4. 『おおかみ少年ウオニ』（レオ・ヴィート(Leo Wied)、植田敏郎訳） 1957
5. 『アマゾンの呼び声』（ウイラード・プライス、秋永芳郎訳） 1957
6. 『巨象ジャンバ』（セオドア・J・ワルデック(Theodore J. Waldeck)、白木茂訳） 1957
7. 『名馬風の王』（マーガライト・ヘンリー(Marguerite Henry)、那須辰造訳） 1957
8. 『野獣の戦い』（V・アナニヤン(Vakht'ang Ananyan)、馬上義太郎訳） 1957
9. 『ライオン少年』（ルネ・ギーヨ(René Guillot)、塚原亮一訳） 1957
10. 『北国の動物たち』（ウラジーミル・アルセーニエフ、木村浩訳） 1957
11. 『アラスカのゆうれいぐま』（ハロルド・マックラケン(Harold McCracken)、佐白利久訳） 1957
12. 『狼犬カザン』（ジェームズ・カーウッド(James Curwood)、平井芳夫訳） 1957
13. 『黒い大とら』（ロイ・アンドリューズ、塩谷太郎訳） 1957
14. 『マンモス狩人』（セルゲイ・ポクロフスキー(Sergei Viktorovich Pokrovskii)、馬上義太郎訳） 1957
15. 『アフリカの猛獣境』（セオドア・J・ワルデック、白木茂訳） 1957
16. 『名犬レッド』（ジム・キェルガード(Jim Kjelgaard)、秋永芳郎訳） 1957
17. 『大高原の野生牛』（F・D・ダビソン(Frank Dalby Davison)、平井芳夫訳） 1957
18. 『愛馬フリッカ』（メリー・オハラ(Mary O'Hara)、那須辰造訳） 1958
19. 『おおかみ少年の冒険』（レオ・ヴィート、植田敏郎訳） 1958
20. 『象の王者プーロン』（レジナルド・キャンベル(Reginald Campbell)、小山勝清訳） 1958